# Interculturalisme
Ne doit pas être confondu avec Multiculturalisme.
 (avril 2021).
Si vous disposez d'ouvrages ou d'articles de référence ou si vous connaissez des sites web de qualité traitant du thème abordé ici, merci de compléter l'article en donnant les références utiles à sa vérifiabilité et en les liant à la section « Notes et références ».
L'interculturalisme est un modèle de gestion de la diversité culturelle où les groupes ethno-culturels minoritaires s'intègrent à une société d'accueil majoritaire en établissant de relations d'échanges culturels réciproques. La communication interculturelle est possible grâce à l'adhésion à un ensemble de principes et de valeurs communes qui donnent un cadre de référence autour duquel les particularités du groupe majoritaire et des groupes minoritaires peuvent s'articuler, entrer en dialogue, et voir émerger de nouvelles conceptions, valeurs et pratiques partagées par tous.

## Définitions
« Interculturalisme » est un terme qui peut prendre des sens différents, et son utilisation imprécise peut prêter à confusion : il peut à la fois désigner une conception politique et idéologique de la coexistence de la diversité culturelle au sein d’une même société, une politique d'intégration des immigrants et une critique du multiculturalisme.

### Interculturalisme et multiculturalisme
Une distinction peut être établie entre l'interculturalisme et le multiculturalisme, tous deux différents du communautarisme
L'interculturalisme est une idéologie dans laquelle un modèle culturel donné n'est pas entrevu comme étant supérieur, et où le groupe dominant accepte de ne plus être le seul à organiser la vie sociale. L'objectif est de développer d'un ensemble commun de valeurs sociétales, qui sont le plus souvent enchâssées dans des modèles associés à la « civilisation occidentale », parmi lesquels les droits humains étendus. Par ailleurs, cette homogénéisation des valeurs requiert des interactions accrues entre les membres d'une société qui ne pourraient se produire que dans un contexte de démocratie et de respect des droits humains. Ce dernier prérequis n'est pas explicitement énoncé dans l'idéologie du multiculturalisme[réf. nécessaire].
Le Conseil européen énonce une série de valeurs universelles afin de donner un cadre de référence qui permette de trouver un juste équilibre et de naviguer les conflits émergeant des rencontres culturelles : « Les traditions ethniques, culturelles, religieuses ou linguistiques ne peuvent pas être invoquées pour empêcher les individus d'exercer leurs droits de l’homme ou de participer de manière responsable à la vie de la société. Ce principe s’applique notamment à la liberté de ne pas subir la discrimination fondée sur les sexes ou d’autres raisons, aux droits et aux intérêts des enfants et des jeunes, et à la liberté de pratiquer ou non une religion ou conviction particulière. Les violations des droits de l’homme, tels que les mariages forcés, les « crimes d’honneur » ou les mutilations génitales, ne peuvent en aucun cas être justifiés, quel que soit le contexte culturel. De même, les règles d’une « culture dominante », réelle ou imaginaire, ne peuvent servir à justifier la discrimination, les discours de haine ou une quelconque forme de discrimination fondée sur la religion, la race, l’origine ethnique ou autre identité. » La promotion des droits individuels sans discrimination fait l'objet d'une promotion active par l'interculturalisme. Ce faisant, les individus sont libres de conserver une affiliation avec un groupe ethnique donné, tout comme ils peuvent afficher publiquement leurs attributs culturels et religieux dans l'aire publique. Cela implique que chaque individu adhère à un ensemble de valeurs et de droits enchâssé dans une constitution. De ce fait, les différences culturelles ne constituent pas une raison valide pour diminuer les droits de certains groupes (ethniques ou non) si cela contrevient aux valeurs de la société. Il découle de cette approche une tolérance élevée aux choix individuels et une tolérance minimale à l'application de principes totalitaires, dogmatiques ou théocratiques susceptibles de mettre en péril les bases de la société démocratique. Publié en 2007, le Livre blanc sur le dialogue interculturel distingue l'approche culturelle, l'assimilation et le communautarisme : « Contrairement à l’assimilation, [l'approche culturelle] reconnaît que les pouvoirs publics doivent être impartiaux – au lieu de prendre pour seule norme le système de valeurs de la majorité – afin d’éviter les tensions entre communautés. Toutefois, contrairement au communautarisme, elle prône des normes communes et exclut le relativisme moral. »
Multiculturalisme et interculturalisme sont tous deux des modèles pluralistes. Selon Jedwab (2016), ils « se rejoignent dans leur valorisation de la diversité, leur rejet de l’assimilation ainsi que dans l’importance accordée à l’interaction entre les personnes issues de diverses cultures ». Micheline Labelle souligne que les deux approches « renvoient à une philosophie politique de reconnaissance de la diversité, à un ensemble de dispositifs juridiques, politiques et institutionnels d’aménagement de cette diversité ou à la stricte pluralité démographique, trois niveaux d’analyse à ne pas confondre »,.

### La définition de Gérard Bouchard
Bouchard propose la définition suivante de l'interculturalisme : « L’interculturalisme, comme pluralisme intégrateur, est un modèle axé sur la recherche d’équilibres qui entend tracer une voie entre l’assimilation et la segmentation et qui, dans ce but, met l’accent sur l’intégration, les interactions et la promotion d’une culture commune dans le respect des droits et de la diversité. »
Selon Bouchard, l'une des différences majeures entre l'interculturalisme et le multiculturalisme résiderait dans la reconnaissance par le premier de l'inscription des rapports interculturels dans une dynamique tenant compte de la majorité fondatrice et des minorités ethnoculturelles :  l'interculturalisme s'inscrirait ainsi dans le paradigme de la dualité. Il conviendrait de donner à ce dernier une orientation fermement pluraliste et des mécanismes de correction. Ce faisant, il s'agirait d'intégrer les rapports de pouvoir et les tensions interculturelles qui y sont associées au sein même de la réflexion sur les échanges interculturels.

## Historique

### Au Québec
L’idée d’interculturalisme au Québec a subi de nombreuses transformations au cours des dernières décennies,. Une première phase d’éclosion du vocabulaire de « l’interculturel » apparaît dès les années 1960 dans les milieux communautaires, à la suite de la volonté de Vatican II de favoriser le développement des relations interreligieuses. Le Centre Monchanin, plus tard connu comme l'Institut interculturel de Montréal (IIM), développe une approche interculturelle, qui cherche à favoriser la réciprocité des échanges entre groupes culturels tout en maintenant une continuité identitaire, même si celle-ci est transformée. Dès 1972, le Centre développe des programmes d'éducation interculturelle, qui deviennent fortement en demande dans les milieux scolaires.
L'adoption de plusieurs textes législatifs, tels la Charte québécoise des droits et libertés en 1975 et la Charte de la langue française en 1977, marque l'aboutissement d'un long processus de redéfinition de l'identité de la majorité francophone, celle-ci s'affirmant désormais comme étant la « société d'accueil », c'est-à-dire la communauté qui allait définir les termes des politiques d'intégration et en prendre la responsabilité. Ainsi, une seconde phase de transformation s'observe dans les années 1978–‍1988, où l’interculturel s’installe dans les politiques ministérielles, ainsi que dans le langage des pédagogues et enseignants travaillant avec les enfants issus de la diversité à Montréal. L'interculturalisme est mentionné dans les textes officiels pour la première fois en 1981 : le gouvernement Lévesque publie Autant de façons d'être Québécois, un plan d'action visant développer une stratégie d'intégration des immigrants à la culture francophone et à sensibiliser celle-ci à l'apport des « communautés culturelles » — terme qui n'y est pas défini et dont l'ambiguïté suscite de vives critiques. Une distinction claire entre l'interculturalisme et le multiculturalisme canadien n'est pas encore établie non plus, mais le plan énonce quelques caractéristiques propres à la vision de l'intégration au Québec, surtout par rapport à la « langue commune », vue comme indispensable à l'intégration des communautés culturelles.
Une troisième phase apparaît en 1988 avec la mise à jour de la Loi canadienne sur le multiculturalisme et à la suite de l’abandon définitif tant au Québec qu’au Canada de la vision biculturaliste de la commission Laurendeau-Dunton. C'est durant les années 2000, lorsque la notion d’« interculturel » est reprise par les institutions publiques, que le terme « interculturalisme » est adopté. Selon Kalpana Das, une des trois pionnières de l'IIM, cette institutionnalisation aurait donné lieu à un glissement de sens : la portée de l'interculturalisme serait réduite par rapport à l'interculturel, s'appliquant davantage à la gestion de la diversité liée à l'immigration plutôt qu'à celle, plus large, des relations entre personnes et communautés.
Un certain consensus est observable, autant dans le monde intellectuel, universitaire que politique quant à l'utilisation du terme « interculturalisme » qui est alors préféré par les acteurs politiques de l’époque au multiculturalisme canadien jusqu'en 2007, alors que se lèvent au Québec les politiques identitaires concernant les accommodements raisonnables et les controverses au sujet de la laïcité. À partir de ce moment, le Parti québécois, auparavant favorable à l’interculturalisme, l’abandonne au profit de la convergence ou concordance culturelle, un modèle considéré par ce parti comme plus affirmatif et plus éloigné du modèle canadien. Quant au Parti libéral du Québec et Québec solidaire, tous deux souhaitent l'officialiser. Sous Philippe Couillard, le gouvernement libéral souhaite reconnaître formellement l'interculturalisme comme modèle d'intégration fournissant un cadre civique commun pour tous les Québécois. Dans la proposition d'officialisation de Québec solidaire, l'interculturalisme apparaît comme un outil qui, une fois formalisé, permettrait de renforcer la place du français ainsi que de faciliter l'inclusion.
À ce jour, l'interculturalisme ne fait toujours pas l'objet d'une loi l'encadrant formellement en tant que politique d'intégration. Ainsi, la portée d'une telle politique au Québec serait limitée, ses effets concrets ne pouvant être concrètement observés sans balises juridiques. L'absence de législation et de définition formelle viendrait fausser l'impression selon laquelle il existe un consensus autour de l'interculturalisme : d'ailleurs, la controverse entourant la Loi sur la laïcité de l'État, qui propose d'interdire le port de signes religieux pour certaines personnes en fonction d'autorité afin de respecter des principes fondamentaux comme celui de la séparation des religions et de l'État, la neutralité de l'État, ou l'égalité entre tous les citoyens, aurait révélé de nombreux désaccords au sein de la population, particulièrement en ce qui a trait au respect des droits et libertés.

## Enjeux

### Les dynamiques de pouvoir
Selon Gérard Bouchard, une des particularités de l'interculturalisme réside dans sa reconnaissance des majorités et minorités culturelles. Cette distinction peut toutefois créer et alimenter le clivage eux/nous, et donner lieu à de la discrimination de la part des groupes majoritaires. En effet, le pouvoir politique des minorités est inégal comparativement à celui de la majorité : celle-ci a davantage d'influence sur les institutions et la définition des lois et politiques, ce qui peut ouvrir la porte aux abus de pouvoir,. La dualité majorité/minorité peut aussi donner lieu à une représentation homogène des groupes composant la société, particulièrement en situation de crise : lors de la crise des accommodements raisonnables en 2007, des peurs « imaginaires », récupérées et alimentées notamment par les médias, auraient contribué à amplifier, sélectionner et à accentuer les clivages, menant à leur tour à un durcissement, des réactions radicales et de l'exclusion de la part de la majorité . Les différences au sein de la majorité auraient tendance à être gommées, et les minorités à être catégorisées en un seul groupe. Le rapport final souligne aussi les conséquences du décalage entre la perception dans la population générale et les pratiques d'accommodements sur le terrain qui aurait contribué à la propagation d'une vision négative.